# Tōhoku Shinkansen
Tōhoku Shinkansen (jap. 東北新幹線) – linia kolejowa należąca do sieci superekspresów Shinkansen, łącząca Tokio z Shin-Aomori w prefekturze Aomori, o łącznej długości 593 km. 
Jest to najdłuższa linia Shinkansen w Japonii. Przebiega przez bardziej zaludnione tereny regionu Tōhoku, na wyspie Honsiu. Posiada dwie linie boczne: Yamagata Shinkansen i Akita Shinkansen. Linia jest obsługiwana przez East Japan Railway Company (JR East).